# Umbellula encrinus
Umbellula encrinus är en korallart som först beskrevs av Carl von Linné 1758.  Umbellula encrinus ingår i släktet Umbellula och familjen Umbellulidae.
Artens utbredningsområde är Norra Ishavet. Inga underarter finns listade i Catalogue of Life.